# 2256 Wisniewski
A 2256 Wisniewski (ideiglenes jelöléssel 4519 P-L) a Naprendszer kisbolygóövében található aszteroida. Cornelis Johannes van Houten,  Ingrid van Houten-Groeneveld,  Tom Gehrels fedezte fel 1960. szeptember 24-én.